# Progettazione Universale
Esistono diverse definizioni di Progettazione Universale (PU) (in Europa viene usata la dizione "Design for All - DfA", mentre negli Stati Uniti si preferisce "Universal design"). Alcuni esempi sono: “la progettazione di prodotti ed ambienti utilizzabili da tutti, nella più larga misura possibile, senza necessità di adattamenti o di progettazione speciale” (The Trace Centre), oppure “La progettazione di prodotti, servizi e ambienti in modo che possano essere utilizzati dalla maggior parte di persone possibile, indifferentemente dalla loro età e caratteristiche fisiche (es. altezza, capacità di vedere ed udire e mobilità degli arti)”.
A sua volta la Progettazione Universale nell'ambito delle TIC, detta anche Universal Design for Learning (UDL o UD4L), può essere definita come "uno sforzo consapevole e sistematico di applicazione proattiva di princìpi, metodi e strumenti, con il fine di sviluppare prodotti e servizi informatici e telematici che siano accessibili e usabili da tutti i cittadini, eliminando o limitando al minimo la necessità di adattamenti a posteriori o di progettazioni dedicate speciali". Dunque l'UDL non dovrebbe essere inteso come l'impegno di proporre una soluzione unica per tutti, ma come un approccio incentrato sull'utente (user-centred), per realizzare prodotti che possano automaticamente soddisfare l'insieme possibile di abilità, requisiti e preferenze personali dei singoli utenti. Conseguentemente il risultato del processo di progettazione non va essere inteso come un singolo progetto, ma come uno spazio progettuale popolato di alternative appropriate, insieme alla spiegazione del fondamento logico di ogni alternativa, cioè, le caratteristiche specifiche di ogni utente ed ogni contesto di uso per i quali le alternative sono state progettate.

## Concetti correlati
Le Tecnologie assistive (o Tecnologie per la Disabilità e l'Autonomia), l'accessibilità (Universale), la progettazione inclusiva possono essere considerati concetti correlati alla Progettazione Universale nella promozione dell'inclusione.
Tradizionalmente, i problemi di accessibilità sono stati risolti attraverso adattamenti e l'utilizzo dei prodotti delle Tecnologie Assistive è stato l'approccio tecnico per ottenere tali adattamenti.
L'Accesso Universale implica l'accessibilità e l'usabilità delle tecnologie dell'informazione e della telecomunicazioni (TIC) da parte di tutti, in ogni luogo e in ogni momento, e l'inclusione di tutti in ogni contesto di vita. Tende a rendere possibile un accesso equo e una partecipazione attiva, potenzialmente di tutti, alle attività umane mediate da calcolatore e dalle telecomunicazioni, sia esistenti che emergenti, sviluppando prodotti e servizi universalmente accessibili e usabili e mettendo a disposizione nell'ambiente, quando necessario, adatte funzionalità di supporto alle persone. Questi prodotti e servizi devono essere capaci di soddisfare i requisiti individuali degli utenti in contesti di uso differenti, indipendentemente dalla locazione, dagli apparecchi utilizzati o dal loro ambiente operativo. L'approccio tendente a permettere l'utilizzo dei servizi e delle apparecchiature è generalizzato, con lo scopo di consentire l'accesso alla Società dell'Informazione nel suo complesso. Si suppone che i cittadini vivano in ambienti popolati di oggetti intelligenti, in cui le attività da svolgere e il modo di svolgerle siano completamente ridefiniti, comprendendo una combinazione di attività quali l'accesso all'informazione, la comunicazione interpersonale ed il controllo ambientale. Ai cittadini deve essere garantita la possibilità di svolgere tali attività facilmente e piacevolmente.
La Progettazione Universale è stata introdotta principalmente nell'ambito dell'Interazione Persona-Calcolatore (più conosciuta nell'accezione inglese "Human-Computer Interaction - HCI") basandosi principalmente sul concetto di fornire servizi ad una varietà di utenti, il che implica tener conto della loro diversità. Il suo fondamento logico risiede nel fatto che gli utenti sono tra loro diversi ed hanno differenti esigenze di accessibilità e usabilità. È quindi necessario tener conto di tutti gli utilizzatori potenziali in una procedura di progettazione incentrata sull'utente. Recentemente, l'ambito della progettazione sta divenendo sempre più complesso e le diversità devono essere considerate sotto altri punti di vista, rispetto a quelli tradizionali. L'interazione non va più intesa con calcolatori e terminali, ma con l'ambiente e gli oggetti in esso contenuti. Perciò, devono essere presi in considerazione paradigmi, metafore, media e modalità differenti. Inoltre, l'utente/cittadino non dovrà svolgere compiti determinati dall'applicazione in uso, ma coerenti con gli obiettivi da raggiungere nella vita quotidiana, differenti nei diversi ambienti applicativi. Gli obiettivi da raggiungere potranno essere complessi non solo per la prevista integrazione di funzioni per l'accesso all'informazione, la comunicazione interpersonale e il controllo ambientale, ma anche perché queste possono coinvolgere comunità di utenti.
Questo dà un'idea della complessità dei problemi da affrontare, della limitazione dei concetti classici di accessibilità e della necessità di approcci innovativi.

## Vantaggi e problematiche
La comunicazione sull'e-Accessibilità della Commissione europea, ha identificato un nucleo di problematiche pratiche, questioni riguardanti il mercato, aspetti legali e politiche per ottenere il miglioramento dell'e-Accessibilità e della e-Inclusione in Europa, elaborando un approccio che si basa su:
- requisiti di accessibilità nelle procedure di aggiudicazione degli appalti pubblici;
- certificazione dell'accessibilità e;
- migliore uso della legislazione esistente.

In questa ottica le problematiche che devono essere affrontate includono:
- l'introduzione di specifiche misure legislative per migliorare e completare la legislazione esistente;
- il coinvolgimento e la motivazione dell'industria;
- l'effettiva valutazione comparata delle soluzioni possibili;
- la realizzazione di standardizzazioni armonizzate;
- la creazione di un curriculum per la Progettazione Universale;
- la considerazione di future attività di ricerca.

Per una discussione completa e attuale sulle problematiche ed i benefici della Progettazione Universale, nell'ambito delle ICT, si può fare riferimento al Libro Bianco della rete EDeAN (2005) e il “Report on the impact of technological developments on eAccessibility" del progetto DfA@eInclusion.

## Fondamenti legislativi e normativi
L'attuale indirizzo politico sull'accessibilità nella Società dell'Informazione in Europa è costituito dall'iniziativa i2010. Tale iniziativa “i2010 – una Società dell'Informazione Europea per la crescita e l'occupazione” è stata lanciata dalla Commissione Europea come uno schema per affrontare le principali sfide e sviluppi della Società dell'Informazione e dei media fino al 2010. L'iniziativa i2010 promuove un'economia digitale aperta e competitiva e mette in luce le ICT come motore di sviluppo per l'inclusione e la qualità della vita. L'iniziativa comprende un insieme di strumenti politici per l'Unione Europea al fine incoraggiare lo sviluppo dell'economia digitale, come ad esempio strumenti di regolamentazione, di ricerca e partenariato tra i soggetti interessati.

### Eguaglianza e non-discriminazione
L'obiettivo della Strategia sulla Disabilità dell'Unione europea è una società aperta e accessibile per tutti. Le barriere devono essere identificate e rimosse. Questa strategia ha tre intenti principali: la cooperazione tra la Commissione e gli Stati Membri, una piena partecipazione delle persone con disabilità e l'inserimento della disabilità nella formulazione delle politiche comunitarie. La non-discriminazione è anche uno dei principi generali della Convenzione delle Nazioni Unite sui diritti delle persone con disabilità, adottata dall'Assemblea Generale delle Nazioni Unite il 13 dicembre 2006 e resa disponibile per la ratifica il 30 marzo 2007.

### Telecomunicazioni e la Società dell'Informazione
C'è una lunga tradizione della legislazione europea sulle telecomunicazioni. Nel 2002 l'Unione Europea ha adottato un nuovo quadro normativo per le reti ed i servizi di comunicazione elettronica, comprendendo tutte le forme di telecomunicazioni cablate e non cablate, trasmissione dati e dadio diffusione. Dal punto di vista della Progettazione Universale le Direttive più importanti sono: quella su un quadro normativo comune e quella sul servizio universale e i diritti degli utenti in relazione alle reti ed i servizi di comunicazione elettronica (Direttiva sul Servizio Universale).

### Commesse pubbliche
Le commesse pubbliche sono un forte impulso economico e quindi un importante strumento per promuovere l'accessibilità. Il pacchetto legislativo contenuto nelle Direttive sulle procedure di aggiudicazione delle commesse pubbliche, approvate nel 2004 dal Parlamento europeo e dal Consiglio dei Ministri dell'UE, aiuterà a semplificare e modernizzare le procedure di aggiudicazione.
Le nuove direttive consentono di tener conto dei bisogni di accessibilità ai diversi livelli del processo di aggiudicazione. 
Appare ovvio che sia conveniente riferirsi agli standard vigenti per stilare le specifiche tecniche. Esistono già diversi standard che possono essere usati a questo scopo (CEN, ETSI e ITU) e molte fonti che possono essere utili nella pratica. Come pure possono essere utili linee guida come quelle WAI o linee guida nazionali.
Nel futuro sarà probabilmente più facile reperire standard adatti. Infatti la Commissione Europea ha dato mandato (M/376) alle Organizzazioni Europee di Standardizzazione (CEN, CENELEC e ETSI), di trovare una soluzione per i requisiti comuni e la valutazione di conformità.

### Diritto d'autore
Non tutti i prodotti sono direttamente accessibili per le persone con disabilità. Quando vengono realizzati audiolibri, o altri prodotti accessibili, viene creata una copia aggiuntiva ed in questa situazione i diritti d'autore possono essere un problema. D'altro canto i diritti d'autore sono una parte fondamentale della sostenibilità di una società creativa. Questo conflitto d'interessi deve essere risolto, per garantire che la Società dell'Informazione sia una Società per tutti. In questo campo esiste una legislazione europea ed internazionale. Gli obiettivi della Direttiva sull'armonizzazione di taluni aspetti del diritto d'autore e dei diritti connessi nella società dell'informazione, sono l'adattamento della legislazione sul diritto d'autore e i diritti correlati, per tener conto dello sviluppo tecnologico, e la trasposizione in legge Comunitaria dei principali obblighi internazionali derivanti dai due trattati sul diritto d'autore ed i diritti correlati adottati nell'ambito dell'Organizzazione Mondiale per la Proprietà Intellettuale (World Intellectual Property Organisation – WIPO) nel dicembre 1996.

### Protezione della privacy
Le moderne tecnologie sono in grado di raccogliere una significativa quantità di dati personali. L'utente è interessato alla correttezza di questa informazione e al suo uso appropriato. Le persone possono desiderare di mantenere alcune informazioni riservate e avere accesso alle informazioni che sono state raccolte. In altre parole è richiesta una protezione della privacy. Nel 1995 l'Unione Europea ha adottato una Direttiva sul trattamento dei dati personali. Questa Direttiva stabilisce i principi di base per la raccolta, l'immagazzinamento e l'uso dei dati personali, che dovrebbero essere rispettati dai governi, dalle aziende e da ogni altra organizzazione o individuo impiegato nel trattamento dei dati personali.

### Linee guida e standard collegati
Negli Stati Uniti, in Australia, in Giappone e nell'Unione europea sono state messe in atto azioni legislative, che richiedono ai soggetti pubblici e alle aziende di assicurarsi che i loro prodotti e servizi siano accessibili ed usabili non soltanto dagli utenti medi ma anche da altri utenti, come le persone anziane o le persone con disabilità. Poiché non avrebbe senso indicare per legge requisiti tecnici – e quindi limitati nel tempo – i testi legislativi si riferiscono preferibilmente agli standard (internazionali).

### Standardizzazione: aspetti generali
La standardizzazione, cioè l'attività tesa alla definizione di standard (in inglese: standard; in francese: norme, standard; in tedesco: Norm; in spagnolo: norma) condivisi, è un'azione volontaria, messa in atto (nel passato quasi esclusivamente) da partner commerciali che pensavano che tale pratica permetta uno scambio migliore di beni e prodotti. Questo significa, molto spesso, che l'accettazione degli standard sia volontaria e in funzione dei benefici commerciali previsti. Solo molto limitatamente i rappresentanti dei consumatori partecipano al processo della standardizzazione. 
D'altra parte, in molti paesi le leggi richiedono con sempre maggiore frequenza l'accettazione di diversi standard (ad esempio sulla sicurezza o su aspetti ecologici). Ne consegue che attualmente vengono stimolate (finanziate), direttamente o indirettamente, molte iniziative di standardizzazione da parte di enti pubblici o, in Europa, dalla Commissione Europea. Inoltre, molte linee guida sono state create da gruppi di soggetti interessati.

### Sviluppi recenti della standardizzazione correlata con le ICT (standard formali)
Poiché la produzione di standard correlati alla Progettazione Universale è stata menzionata esplicitamente nei Piani di Azione dell'Unione Europea eEurope2002 e i2010, sono state intraprese diverse azioni in questo ambito. Possono essere individuate quattro strategie principali:
- la creazione del coordinamento tra gruppi di lavoro ed organizzazioni;
- la democratizzazione dello stesso processo di standardizzazione;
- l'impatto crescente di corpi di standardizzazione non formali e;
- la realizzazione di forum di discussione relativi alla standardizzazione aperti ai non specialisti.

#### Standard correlati alla PU nella ICT
- ETSI EG 202 116 V1.2.2 (2009-03)

Guida ETSI sui "Fattori Umani (Human Factors HF); Linee guida per prodotti e servizi ICT; "Design for All".
- Linee Guida di Accessibilità dei Contenuti Web (Web Content Accessibility Guidelines WCAG) 2.0

Le Linee Guida di Accessibilità dei Contenuti Web (WCAG) 2.0 comprendono un vasto insieme di raccomandazioni per rendere il Web più accessibile. Seguendo tali linee guida, il contenuto viene reso più accessibile ad un vasto insieme di persone con disabilità, includendo persone con disabilità della vista, dell'udito, dell'apprendimento o cognitive, del linguaggio, dei movimenti, e combinazioni delle stesse. Seguendo le linee guida sarà inoltre possibile, in molti casi, rendere i contenuti Web più usabili per tutti.

## Campi di applicazione
I campi di applicazione della Progettazione Universale applicata alle ICT, includono ogni ambito in cui le Tecnologie della Comunicazione e dell'Informazione sono utilizzate.
La significatività dei campi di applicazione della Progettazione Universale è un'indicazione del suo ruolo nella realizzazione di una Società dell'Informazione socialmente accettabile e coerente, e anche della varietà delle attività umane influenzate. I campi di applicazione critici per la Progettazione Universale possono essere riepilogati come segue:
- formazione permanente;
- sistemi pubblici di informazione, terminali e strumenti informativi (ad esempio: chioschi e ambienti domotici);
- servizi di transazione (attività bancarie);
- servizi ed applicazioni per il commercio elettronico;
- servizi sociali per cittadini (ad esempio: servizi amministrativi, per anziani, di trasporto, di cura e di distribuzione d'informazione mirata);
- strumenti per la realizzazione di servizi informativi a valore aggiunto (ad esempio: creazione, immagazzinamento, ricerca e scambio di esperienze, tracce e punti di vista);
- sicurezza.

Il Libro Bianco "Toward an Information Society for All: An International R&D Agenda" (1998), pubblicato dal Forum Scientifico Internazionale "Towards an Information Society for All" (ISF-IS4ALL), ha impostato la discussione sull'importanza dei succitati campi applicativi, come riportato nel brano seguente:
Un'altra importante area di applicazione e un obiettivo critico a breve termine è lo sviluppo di sistemi informativi pubblici polivalenti, terminali e strumenti informativi (ad esempio: chioschi informativi per l'accesso a servizi informativi di comunità). Si prevede che questi siano utilizzati in contesti sempre nuovi, come spazi pubblici, case, scuole, etc. e forniscano la possibilità di un accesso disponibile in ogni luogo ed anche in movimento. Il controllo ambientale diverrà sempre più importante. Ambienti intelligenti permeeranno progressivamente una larga parte delle attività umane negli ospedali, negli alberghi, negli edifici pubblici, etc. Il telecontrollo di questi ambienti si diffonderà per facilitare la reattività a eventi imprevisti incrementando la mobilità e la sicurezza.
Infine diverrà sempre più importante una vasta gamma di servizi di transazione (es. attività bancarie, pubblicità, intrattenimento), di servizi sociali per il cittadino (ad esempio servizi amministrativi, educativi, di trasporto e di cura), e di applicazioni di commercio elettronico, nel quadro di una nuova formulazione delle attività umane nel campo degli affari e casalinghe. Infine, la sicurezza, la privacy ed il controllo sono temi centrali nell'evoluzione di una Società dell'Informazione socialmente accettabile e dovrebbero ottenere attenzione immediata. Allo stesso tempo, questi servizi rappresenteranno sempre di più obiettivi complessi da realizzare, dato che si estenderanno a diversi livelli dellìinfrastruttura di telecomunicazione: dai servizi di rete ai servizi applicativi (come per le transazioni d'affari e l'intrattenimento), ai terminali ed agli strumenti informativi.»

## Istruzione e formazione
Uno dei principali strumenti per incrementare la consapevolezza e la pratica della Progettazione Universale è lo sviluppo di programmi di formazione. Sono quindi necessari professionisti che abbiano acquisito una conoscenza specialistica e opportune capacità operative sulla Progettazione Universale, inoltre, anche i professionisti che attualmente lavorano nell'industria hanno la necessità di acquisire ulteriori conoscenze ed esperienza sulla Progettazione Universale.
Attualmente si trovano pochissimi casi di programmi di laurea universitari che forniscano una specializzazione sulla Progettazione Universale o che includano esplicitamente dei moduli su questo argomento. Questa mancanza è stata affrontata dal progetto DfA@eInclusion, che ha ideato appositi curricula riguardanti:
- un corso introduttivo, a livello di laurea breve, che tenda a portare gli studenti ad una comprensione degli aspetti etici e sociali della Progettazione Universale e del suo ruolo per ottenere l'accessibilità e facilitare la partecipazione alla Società dell'Informazione;
- un programma a livello di master per fornire agli studenti una conoscenza consistente, a livello personale e professionale, delle capacità e competenze necessarie per progettare, sviluppare, realizzare, valutare e gestire una gran varietà di sistemi, prodotti e servizi ICT, in modo da conformarsi ai principi della Progettazione Universale.

La realizzazione di tali programmi è già in atto in alcuni luoghi, ad esempio nell'Università del Middlesex, Gran Bretagna e nell'Università di Linz, Austria. Gli argomenti fondamentali includono la comprensione dei principi dei diritti umani, la realizzazione di standard, la conoscenza della legislazione e della normativa attinente, la progettazione e realizzazione di tecnologie assistive, come pure il miglioramento dell'accesso a prodotti e servizi di uso generale.
L'accessibilità del Web è una componente importante per l'accesso alla Società dell'Informazione: una guida ed informazioni a questo proposito sono fornite dal World Wide Web Consortium's Web Accessibility Initiative (W3C-WAI) e da tutorial in rete (es. Opera's Web Standards Curriculum).
Anche il problema della formazione dei professionisti nell'industria è stato affrontato dal progetto DfA@eInclusion. È stato prodotto un curriculum completo per questa area formativa. Nel maggio 2009 è stato istituito un "workshop" del CEN da titolo “Curriculum per la formazione di professionisti nella Progettazione Universale (UD-Prof)”. Secondo le regole generali dei workshop del CEN, esso offre a coloro che sono direttamente coinvolti un'opportunità di discutere e migliorare il curriculum sulla Progettazione Universale per professionisti che lavorano nelle industrie ICT.

## Esempi di buone pratiche
- Opera (Web browser) è stato progettato con l'intento di essere utilizzabile dalla maggior parte possibile di persone, perciò seguendo l'approccio della Progettazione Universale.
- Gli audiolibri sono un buon esempio di Progettazione Universale . Chiunque non abbia disabilità dell'udito è in grado di utilizzare gli audiolibri per piacere, apprendimento e informazione. “Listening Books” è la sola istituzione benefica nella Gran Bretagna che fornisce audiolibri come flusso continuo di dati in tempo reale (steraming), tramite internet, e via servizio postale a chiunque abbia una disabilità o una malattia che gli renda difficile tenere in mano un libro, voltare le pagine o leggere[32].
- e-Government (amministrazione digitale) usa le Tecnologie della Comunicazione e dell'Informazione (ICT) per fornire e migliorare i servizi amministrativi, le transazioni e le interazioni con i cittadini, le relazioni d'affari e ogni altro ramo dell'amministrazione[33][34][35].
- Gli ascensori offrono un mezzo alternativo per raggiungere i vari piani di un edificio. I moderni ascensori usano le ICT per adattarsi a ogni utente. La velocità di chiusura delle porte è regolabile, così che le persone possano entrare e uscire in sicurezza, lentamente o velocemente secondo le loro capacità e preferenze. Il sistema di controllo dell'ascensore fornisce agli utenti informazioni sia visive che uditive, in modo che le persone con differente capacità sensoriali possano usare l'ascensore senza assistenza. Le persone cieche possono fruire di tasti tattili. Etichette Braille sono poste accanto ai tasti, così che questi non vengano premuti accidentalmente durante la lettura. Il sistema citofonico di emergenza è in grado di funzionare utilizzando la vista e l'udito. Le etichette a radiofrequenza (es. RFID), il riconoscimento del viso, il controllo a distanza, incrementano ulteriormente la possibilità che un moderno ascensore sia utilizzabile da chiunque.
- L'Inclusive Design Toolkit[36] (insieme di strumenti per la progettazione inclusiva) è un esempio di come i principi della Progettazione Universale possano essere messi in pratica.
- Altri esempi di Progettazione Universale nelle ICT sono forniti tra le risorse per l'istruzione e la formazione della rete EDeAN[37].

## Reti e Progetti correlati

### EDeAN - European Design for all eAccessibility Network
La Rete Europea per la Progettazione Universale e l'e-Accessibilità (EDeAN) è una rete di 160 organizzazioni situate negli stati membri dell'Unione Europea. L'obiettivo della rete è di sostenere l'accesso di tutti i cittadini alla Società dell'Informazione. La rete EDeAN fornisce: un forum europeo per le istanze sulla Progettazione Universale, sostenendo gli obiettivi di inclusione dell'Unione Europea; un mezzo per favorire la consapevolezza nei settori pubblico e privato; risorse in rete per la Progettazione Universale.
La rete è coordinata da un Segretariato a rotazione annuale tra i Centri di Contatto Nazionali, punti di contatto e coordinamento nazionali in ogni stato membro dell'’UE.

### EIDD - Design for All Europe
EIDD - Design for All Europe è un'organizzazione europea autofinanziata al 100%, che abbraccia l'intera area della teoria e della pratica della Progettazione Universale, dall'ambiente edificato ed i prodotti materiali, alla progettazione di sistemi e servizi di comunicazione. 
Istituita originariamente nel 1993 come "Istituto Europeo per la Progettazione e la Disabilità", per contribuire a migliorare la qualità della vita attraverso la Progettazione Universale, nel 2006 cambia il suo nome per mantenerlo in linea con la sua principale attività. EIDD - Design for All Europe diffonde l'applicazione della Progettazione Universale tra le comunità governative e degli affari, non ancora al corrente dei suoi benefici. Attualmente (2009) ha membri attivi in 22 paesi europei.
Gli obiettivi dell'EIDD sono: incoraggiare la comunicazione e l'attiva interazione tra professionisti interessati nella teoria e pratica della Progettazione Universale e gettare ponti tra questi ed altri membri della comunità di progettisti internazionale, come pure verso tutte le altre comunità per cui la Progettazione Universale possa produrre una reale differenza nella qualità della vita di ognuno.

### Esempi di progetti di ricerca finanziati dalla UE riguardanti le ICT e l'inclusione
- Design for all for e-Inclusion[40]

È un progetto di supporto ad EDeAN. Il progetto punta allo sviluppo di un modello di corso di formazione della Progettazione Universale mirato per le industrie, a strutturare corsi e curricula per lo studio della Progettazione Universale a livello di laurea e superiore, ed infine la realizzazione di una base di conoscenza in linea sulla Progettazione Universale.
- DIADEM[41]: Delivering Inclusive Access for Disabled or Elderly Members of the Community

Questo progetto tende allo sviluppo di browser Web adattabile con interfaccia adattabile, che possa essere utilizzata sia a casa sia al lavoro, da persone con ridotte capacità cognitive.
- I2Home[42]: Intuitive interaction for everyone with home appliances based on industry standards

Il progetto si propone di realizzare un terminale universale (standard) per il controllo a distanza delle apparecchiature domestiche, rivolto alle persone con leggero deficit cognitivo e alle persone anziane.
- SHARE-IT[43]: Supported Human Autonomy for Recovery and Enhancement of cognitive and motor abilities using Information Technologies

Il progetto mira a realizzare un sistema di componenti aggiuntivi (add-on), scalabili e adattabili, per sensori e tecnologie assistive in modo da poterle inserire in modo modulare all'interno di una casa intelligente, per migliorare l'autonomia delle persone.
- HaH[44]: Hearing at Home

Il progetto si occupa della prossima generazione di dispositivi assistivi per le persone disabili dell'udito, al fine di renderle pienamente partecipi della Società dell'Informazione.
- CogKnow[45]: Helping people with mild dementia navigate their day

Il progetto ha l'intento di sviluppare un prototipo di protesi cognitiva per aiutare le persone con demenza a svolgere le attività quotidiane.
- MonAmi[46]: Mainstreaming Ambient Intelligence

Il progetto cerca di integrare l'accessibilità nei servizi e beni di consumo comuni. Lo scopo è quello di sviluppare una piattaforma tecnologica che permetta alle persone anziane e alle persone disabili di continuare a vivere nelle loro case e rimanere nelle loro comunità.
- USEM[47]: User Empowerment in Standardisation

Il progetto tende a formare gli utenti finali sulle questioni riguardanti la standardizzazione per renderli capaci di partecipare alle attività di standardizzazione nell'area delle ICT